# 週刊少年ジャンプの増刊号
週刊少年ジャンプの増刊号（しゅうかんしょうねんジャンプのぞうかんごう）では集英社の少年漫画雑誌『週刊少年ジャンプ』（以下『WJ』または本誌）およびその前身である『少年ジャンプ』の増刊号について述べる。

## 概要
WJ増刊号のほとんどは週刊少年ジャンプ編集部による紙の漫画雑誌である。WJ編集部は「新人育成の場」である本誌に対して、増刊号を「新人発掘の場」と位置づけ、新人の読切作品を多く掲載している。『WJ』と同じく読者アンケートが大きな意味を持ち、アンケート上位の作品はしばしば本誌に連載・掲載される。『WJ』に比べ若干値段が張っていることが多い。
増刊の創刊時には、まず看板作家を決め、その作家を軸に雑誌のカラーが決められる。定期増刊号（現『ジャンプGIGA』）は本誌創刊の翌年に創刊された。その他にも『WJ』は単発・年刊・不定期刊の増刊号を複数創刊している。『最強ジャンプ』『Vジャンプ』『スーパージャンプ』はWJ増刊号から始まり、後に独立した。また、『ジャンプSQ（SQ）』の前身『月刊少年ジャンプ（MJ）』は『別冊少年ジャンプ』としてスタートした。
WJ増刊号の作品は主に単行本レーベル「ジャンプ・コミックス」に収録される。一部、ジャンプスーパーコミックス収録作品もある。『ジャンプノベル』の小説はジャンプ ジェイ ブックスに収録された。『ジャンプLIVE（LIVE）』は一部作品を電子書籍限定で販売した。ただし、作者が連載デビューしなかった読切作品は単行本に収録されないことが多く、掲載から時間が経つと入手が難しくなる。また、マンガ図書館ZがWJ増刊号の読切作品を配信したことがある（『燃えるおにーさん』など）。

## ジャンプGIGA
『ジャンプGIGA』（ジャンプギガ）は、集英社が発行する日本の季刊漫画雑誌。『週刊少年ジャンプ』の定期増刊号。

### 概要
1969年、『少年ジャンプ』（当時、月2回刊）の定期増刊号としてスタート。『少年ジャンプ』・『週刊少年ジャンプ〇〇Special』・『赤マルジャンプ』・『少年ジャンプNEXT!』・『少年ジャンプNEXT!!』などの名称変更を経て、2016年に『ジャンプGIGA』に改名。
現在の定価は550円。通巻ナンバーのカウントは「vol.〇」。過去には『WJ』の通巻ナンバーにカウントされていたが、近年では別にカウントしている。2014 vol.5以降は『プラス』で本誌電子版を定期購読すると『NEXT!!』も無料で閲覧できる。『GIGA』は、創刊後しばらくは本誌電子版の定期購読特典に含まれていなかったが、2018 WINTER vol.1以降は定期購読特典に含まれるようになった。
新人作家の読切を中心に様々な漫画作品を掲載している。1969年の創刊以来、数々の『WJ』作品を輩出し続けている。かつてはほぼ必ず、表紙は『WJ』連載作品、カラーページは連載経験者による読切作品が担当した。『NEXT!!』リニューアル後、表紙は裏表からなるW表紙となり、表紙・カラーページの担当作品は柔軟に決められるようになる。巻頭付近にアンケート用葉書が付いており、切手を貼らなくても郵送できる。ギャグ漫画の読者アンケートは低い傾向にあるという。読切作品の一部でアンケートを基準にした企画を行うことがある。

### 沿革
- 1969年 - 『少年ジャンプ』（1968年創刊、月2回刊）の間を埋めるために定期増刊号を発行。1969年から1983年まで46冊発行された。この46冊は本誌の通巻号数に含まれている。主な増刊号のタイトルは、ハレンチ学園大特集、父の魂大特集、男一匹ガキ大将大特集、川崎のぼるマガジン荒野の少年イサム総集編、愛読者賞作品特集号1～11、V1!GIANTS記念号、恐竜・SF大特集、Fresh Summer号などのタイトルであった。
  - 10月 - 本誌が『週刊少年ジャンプ』として週刊化。それに伴い定期増刊号が季刊化する。タイトルロゴは『少年ジャンプ』のまま
- 1980年代中頃 - 定期増刊号を『週刊少年ジャンプ〇〇 (Spring, Summer, Autumn, Winter) Special』に改名。1985年 Spring Specialが○○Specialの創刊号扱いとなっている。愛読者賞作品特集号以外としては3年ぶりの刊行だった。最終号は1996年のSummer Specialだった。○○specialは全46冊の発行だった。
- 1996年末 - 『赤マルジャンプ』に名称統一。『WJ』合併号に合わせゴールデンウィーク・お盆・年末年始の年3刊になる。
- 2010年4月 - 『少年ジャンプNEXT!』に改名[8]。新名称は一般公募された[9]
- 2012年 - 秋にも発行し季刊（年4刊）化[10]
  - 8月 - 電子版販売開始[11]
- 2014年3月 - 隔月刊（年6刊）化し、『少年ジャンプNEXT!!』（!が一つ増えた）に改名[12]。この頃から複数の作品を連載するようになる。
- 2016年7月 - 不定期刊化し、『ジャンプGIGA』に改名[13]。不定期に3～4か月連続の刊行をするようになる。
- 2019年12月 - 季刊誌化した模様。

### 掲載内容
読切作品
新人・連載経験者らによる漫画作品。手塚賞・赤塚賞・JUMP新世界漫画賞（入選・準入選・超新生賞）・月間ルーキー賞（シルバールーキー賞）・Gカップなどの受賞・優秀作品を掲載することもある。
掲載作品の大半を占める。数多くの読切作品が『WJ』連載に昇格している。作者が連載デビューした作品を除き、単行本に収録されることは少ない。
ジャンプ ジェイ ブックス小説作品のコミカライズが掲載されたこともある。
連載作品
1990年代前半と2014年以降、『WJ』作品続編やオリジナル作品を連載している。『GIGA』における連載は、本誌における連載の手前の場とされる。『GIGA』における連載作品は単行本未収録のものもある。2024WINTERからは『WJ』より『ブラッククローバー』が移籍し、唯一連載を行なっている。
番外編・特別編
『WJ』作品の4コマ漫画・ショートストーリーなど。袋とじにしていることもある。
『NEXT!!』リニューアルまでは、主に番外編を掲載する作品が表紙も担当した。
完結編
『WJ』作品の最終回。比較的長く連載した作品が多い。複数号に渡り掲載することもある。
その他
付録やポスターなど。デジタル版では収録しないものもあるが、『少年ジャンプ＋』・「ジャンプBOOKストア!」限定の購入特典がつくこともある。

### メディアミックス
一部の連載作品はメディアミックスされている。また、読切作品も本誌連載に昇格すれば様々なメディアミックスが行われることがある。特殊な例として、『ホイッスル!』はテレビアニメ放送中に『赤マル』で完結編を掲載した。また、『武装錬金』は『赤マル』で完結編掲載後にテレビアニメ化された。
| 原作                        | 媒体     | タイトル                                         | 発売時期            | 備考                                    |
| --------------------------- | -------- | ------------------------------------------------ | ------------------- | --------------------------------------- |
| BASTARD!! -暗黒の破壊神-    | 小説     | 魍魎達の鎮魂歌悪魔の褥に横たわりて               | 1993年3月1993年8月  | 小説：岸間信明 Jブックス（集英社）より  |
| BASTARD!! -暗黒の破壊神-    | OVA      | (無印)                                           | 1992年 - 1993年     |                                         |
| BASTARD!! -暗黒の破壊神-    | ドラマCD | 外伝 四天王邂逅篇 巻之一外伝 四天王邂逅篇 巻之二 | 1991年12月1992年3月 | 『集英社カセット コミックシリーズ』より |
| BASTARD!! -暗黒の破壊神-    | ゲーム   | (無印)                                           | 1994年1月           | SFC（任天堂）                           |
| SOUL CATCHER(S)             | 小説     | -interlude--interlude- act2                      | 2014年11月2015年6月 | 小説：成上真。Jブックスより             |
| 黒子のバスケ （EXTRA GAME） | TVアニメ | (無印)                                           | 2015年1月 - 6月     | 3期                                     |
| 黒子のバスケ （EXTRA GAME） | ゲーム   | 未来へのキズナ                                   | 2015年3月           | 3DS（任天堂）                           |
| 黒子のバスケ （EXTRA GAME） | 小説     | -Replace VI-                                     | 2015年9月           | 小説：平林佐和子。Jブックスより         |
| 黒子のバスケ （EXTRA GAME） | 劇場版   | LAST GAME                                        | 2017年3月           | 配給：松竹 『EXTRA GAME』の映画化       |

### 作品一覧
- 開始・終了については雑誌の発行年月を「.」で区切って示す。例：2014 vol.2 （2014年5月発行） → 2014.05

|  | 2025年1月現在連載中 |  | 『GIGA』で単行本化された作品 |

|     | 作品名                                         | 作者（作画）     | 原作など                                                     | 開始号         | 終了号         | 備考                                  |
| --- | ---------------------------------------------- | ---------------- | ------------------------------------------------------------ | -------------- | -------------- | ------------------------------------- |
| 0.5 | Z                                              | Z                | 『Special』                                                  | 1990           | 1996年.        | Z                                     |
| 01  | BASTARD!! -暗黒の破壊神-                       | 萩原一至         | －                                                           | 1990年         | 1996年         | ←本誌からの移籍 →本誌に移籍（出戻り） |
| 1.5 | Z                                              | Z                | 『NEXT!!』                                                   | 2014           | Z              | Z                                     |
| 02  | べるぜバブ 番外編                              | 田村隆平         | －                                                           | 2014.02        | 2015.01        | 本誌作品の続編                        |
| 03  | 磯部磯兵衛物語〜浮世はつらいよ〜 番外編        | 仲間りょう       | －                                                           | 2014.05        | 2014.10        | 本誌と並行連載                        |
| 04  | 魔物鑑定士バビロ                               | 西義之           | －                                                           | 2014.07        | 2014.12        |                                       |
| 05  | SOUL CATCHER(S)                                | 神海英雄         | －                                                           | 2014.08        | 2015.05        | ←本誌からの移籍 →『J+』に移籍         |
| 06  | 黒子のバスケ EXTRA GAME                        | 藤巻忠俊         | －                                                           | 2014.12        | 2016.03        | ←本誌作品の続編                       |
| 6.5 | Z                                              | Z                | 『GIGA』                                                     | 2016           | Z              | Z                                     |
| 07  | 青の列島 札幌・九月                            | ひらけい（作画） | 附田祐斗（原作）                                             | 2016.07        | 2016.09        | 短期集中連載                          |
| 08  | インクの涙                                     | 双刃美           | －                                                           | 2016.07        | 2016.10        |                                       |
| 09  | 改獣の武器職人                                 | 谷崎修平         | －                                                           | 2016.07        | 2016.10        | 電子版JC発売                          |
| 10  | ぎなた式                                       | 三木有           | －                                                           | 2016.07        | 2016.10        |                                       |
| 11  | シニギワ                                       | 福田健太郎       | －                                                           | 2016.07        | 2016.10        |                                       |
| 12  | ジャン寺ジャン平 編集伝                        | 宮崎周平         | －                                                           | 2016.07        | 2016.10        |                                       |
| 13  | セントウのススメ                               | 黒木雄心         | －                                                           | 2016.07        | 2016.10        |                                       |
| 14  | 東京季語譚訪                                   | 椎橋寛           | －                                                           | 2016.07        | 2016.10        |                                       |
| 15  | 花侍のサハラ                                   | 芝田優作         | －                                                           | 2016.07        | 2016.10        |                                       |
| 16  | BUD "国境未確定領域三国捜査録"                 | 若尾和洋（作画） | ポン（原作）                                                 | 2016.07        | 2016.10        | 電子版JC発売                          |
| 17  | RINGO                                          | 寺坂研人         | －                                                           | 2016.07        | 2016.10        |                                       |
| 18  | ヴィジランテ -僕のヒーローアカデミア ILLEGALS- | 別天荒人（作画） | 堀越耕平 「僕のヒーローアカデミア」（原作） 古橋秀之（脚本） | 2016.082017.04 | 2016.102017.07 | →『J+』に移籍『J+』の出張版           |
| 19  | いちご100% EAST SIDE STORY                     | 河下水希         | －                                                           | 2017.04        | 2017.07        | 本誌作品の続編                        |
| 20  | エクソアーツ                                   | 安原宏和         | －                                                           | 2017.04        | 2017.07        |                                       |
| 21  | 小悪魔系大悪魔巳夜ちゃん                       | 秋山貴志         | －                                                           | 2017.04        | 2017.07        |                                       |
| 22  | ジュゲム!!                                     | 門里慧           | －                                                           | 2017.04        | 2017.07        |                                       |
| 23  | 東京都立呪術高等専門学校                       | 芥見下々         | －                                                           | 2017.04        | 2017.07        | 本誌連載化                            |
| 24  | 火久摩の手                                     | 帆上夏希         | －                                                           | 2017.04        | 2017.07        | 本誌連載化                            |
| 25  | ブリキライオン                                 | 宮島京平         | －                                                           | 2017.04        | 2017.07        |                                       |
| 26  | モミジの棋節                                   | 里庄真芳         | 田中誠（監修）                                               | 2017.04        | 2017.07        | 本誌連載化                            |
| 27  | 月影の守護騎士                                 | 前田良平         | －                                                           | 2017.04        | 2017.07        |                                       |
| 28  | TAOTAO -タオタオ-                              | 那波歩才         | －                                                           | 2017.05        | 2017.07        |                                       |
| 39  | あしたば仲介業者                               | 天願慎太郎       | －                                                           | 2017.11        | 2018.01        |                                       |
| 30  | キミを侵略せよ!                                | 稲岡和佐         | －                                                           | 2017.11        | 2018.01        | 本誌連載化                            |
| 31  | 霧の都のK・K                                   | 馬上鷹将         | －                                                           | 2017.11        | 2018.01        |                                       |
| 32  | 水球どんぶらこ                                 | 松浦健人         | 後藤冬吾（原作）                                             | 2017.11        | 2018.01        |                                       |
| 33  | 天狗機動隊 -天狗山学園緋ノ七班-                | 熊野栞太郎       | －                                                           | 2017.11        | 2018.01        |                                       |
| 34  | バカス!!                                       | 和田眞次         | 骨皮筋右衛門（原作）                                         | 2017.11        | 2018.01        |                                       |
| 35  | 元八女君と十手の秘密                           | 茉樹裕           | －                                                           | 2017.11        | 2018.01        |                                       |
| 36  | いろんな妖怪さん                               | 山本広大         | －                                                           | 2018.05        | 2018.07        |                                       |
| 37  | 気づいて!! 塚内くん!                           | 古屋樹           | －                                                           | 2018.05        | 2018.07        |                                       |
| 38  | クロノシノビ                                   | 坂野旭           | －                                                           | 2018.05        | 2018.07        |                                       |
| 39  | ne0-ネオ-                                      | 依田瑞稀         | 平尾友秀（原作）                                             | 2018.05        | 2018.07        | 本誌連載化                            |
| 40  | NORA                                           | 辻田大誠         | －                                                           | 2018.05        | 2018.07        |                                       |
| 41  | 万閃が来る                                     | 工藤あつひろ     | －                                                           | 2018.05        | 2018.07        |                                       |
| 42  | イカサマスター                                 | 町田麗弥         | －                                                           | 2018.12        | 2019.02        | 本誌に読切掲載                        |
| 43  | ベンケイ漢青春伝                               | 独楽京助         | －                                                           | 2018.12        | 2019.02        |                                       |
| 44  | ヤシロ                                         | カカズカズ       | 渡邉たろう（原作）                                           | 2018.12        | 2019.02        |                                       |
| 45  | ぽんぽん                                       | 坂井こう         | －                                                           | 2019.06        | 2019.08        |                                       |
| 46  | 炎獣のアラン                                   | 坂野旭           | －                                                           | 2019.06        | 2019.08        |                                       |
| 47  | クロマ-神獣の飼育係-                           | 雨宮健人         | －                                                           | 2019.06        | 2019.08        |                                       |
| 48  | ブラッククローバー                             | 田畠裕基         | －                                                           | 2024.Winter    | 連載中         | ←本誌からの移籍                       |

| タイトル                             | 掲載号                    | 備考                                          |
| 『Special』                          | 『Special』               | 『Special』                                   |
| ------------------------------------ | ------------------------- | --------------------------------------------- |
| 電影少女                             | 1992 Winter               |                                               |
| 『赤マル』                           |                           |                                               |
| みどりのマキバオー                   | 1998 Spring               | 2007年から2016年まで続編を連載                |
| ライジングインパクト                 | 2002 Spring               |                                               |
| ホイッスル!                          | 2003 Winter               | 当時、TVアニメ放送中                          |
| 武装錬金                             | 2005 Summer - 2006 Winter | 2号連続。後にTVアニメ化                       |
| P2! - let's Play Pingpong! -         | 2008 Winter               |                                               |
| 『NEXT!』                            |                           |                                               |
| 保健室の死神                         | 2011 Summer               |                                               |
| エニグマ                             | 2012 Winter               |                                               |
| ぬらりひょんの孫 葵螺旋城 最終決戦編 | 2012 Summer - 2013 Winter | 3号連続。『LIVE』に続編掲載                   |
| magico                               | 2012 Summer               |                                               |
| クロス・マネジ                       | 2013 Autumn               |                                               |
| 『GIGA』                             |                           |                                               |
| 斉木楠雄のΨ難                        | 2018 Summer vol.1・3      | 当時、TVアニメ放送中                          |
| 銀魂                                 | 2019 Winter vol.1 - 3     | 3号連続。完結せず、『銀魂公式アプリ』に再移籍 |
| 食戟のソーマ ～Le dessert～          | 2019 Summer vol.1 - 3     | 3号連続                                       |
| AGRAVITY BOYS                        | 2021 Spring               |                                               |

## ジャンプノベル
ジャンプノベル（Jump Novel）は、かつて集英社が発行した日本の年2刊小説雑誌。1991年8月21日にWJ増刊号として創刊、1999年9月25日休刊。春・夏に発売。通巻ナンバーカウントは『vol.（ボリューム）○』。
創刊と同時に、公募新人文学賞ジャンプ小説・ノンフィクション大賞（現・ジャンプ小説新人賞）を創設した。また、1993年3月には、掲載された小説を収録する ライトノベル系新書レーベル・『ジャンプ ジェイ ブックス』を創設し、現在でも刊行され続けている。
1999年9月のvol.16で休刊し、それに伴い公募新人文学賞はジャンプ小説大賞にリニューアルした。2002年10月にはWJ増刊号『読むジャンプ』として1度復活した。

### 主な掲載内容
ノベライズ
『SLAM DUNK』『ONE PIECE』など『WJ』作品ノベライズの一部を掲載した。表紙もノベライズが掲載されている『WJ』作品が担当することが多かった。
新人賞受賞作品
ジャンプ小説・ノンフィクション大賞の受賞作品。『ジハード』など。
オリジナル小説
主に『WJ』作家が挿絵を担当した。『おいしいコーヒーのいれ方』『KLAN』など。

## 後に独立した増刊号
WJ増刊号として創刊され、後に独立した集英社の漫画雑誌。
スーパージャンプ
WJ増刊号として1986年 - 1988年に発行。
1988年11月号、月刊誌として独立。1991年7月より月2回刊となり2011年10月まで発行。休刊後は『ビジネスジャンプ』との編集体制統合を経て、2011年11月創刊の月2回刊『グランドジャンプ』と12月創刊の月刊（後に隔月刊）『グランドジャンプPREMIUM』に継承される。
V JUMP
WJ増刊号『V JUMP』として1992年 - 1993年に4冊発行。その後、月刊誌『Vジャンプ』として独立。
最強ジャンプ
『WJ』・『Vジャンプ』 の合同増刊号。キャッチコピーは「最強キッズのための新雑誌!!」。第1号（2010年12月3日発刊）の表紙イラストはトニートニー・チョッパー（尾田栄一郎）。
『ONE PIECE』・『NARUTO -ナルト-』などのスピンオフ幼年漫画やカード・ポスター・シールなどを収録した。
2011年、ほぼ季刊ペースで春号・夏号・秋号を刊行し、2011年12月3日に月刊誌として独立。2014年11月号から隔月化。

## その他の増刊号
集英社が発行した独自の名称を持つ主な増刊号。特筆されない限りWJ編集部による。
eジャンプ
『WJ』・『Vジャンプ』 の合同増刊号（1999年12月）。
GAG SPECIAL
ギャグ漫画専門のWJ増刊号。定価350円。
新人の読切、WJ作品の番外編ギャグ漫画、コラボ漫画などを掲載。
- 週刊少年ジャンプ特別編集2001年1月7日増刊 少年ジャンプGAG Special 2001
- 週刊少年ジャンプ特別編集2001年12月30日増刊 少年ジャンプGAG Special 2002
- 週刊少年ジャンプ特別編集2004年12月1日増刊 少年ジャンプGAG Special 2005

青マルジャンプ
従来とは一線を画したWJ増刊号。2004年2月26日発売、4月1日発行。
定価480円。表紙・巻頭特集は荒木飛呂彦。
特大ポスター付録やロングインタビューが特徴。「ジャンプの進化系増刊」と銘打ち、表紙には「REVOLUTION#BLUE」と表記、漫画雑誌と異なり色付き更紙ではなく全ページ白色の更紙を使うなど『REVOLUTION!』と共通点が多い。
掲載作品の『みえるひと』は『WJ』連載に昇格した。
ジャンプヒーローズ
当時のWJ作品番外編やゲーム原作漫画を掲載したWJ増刊号。2005年6月30日発売。
子供向けを意識した作りとなっている。
ジャンプ the REVOLUTION!
本誌・ウェブサイトとの連動企画を盛り込んだ実験的なWJ増刊号。キャッチは「ジャンプの進化系」。2005年・2006年の秋に計2回発行。
2005年版・2006年版ともに小畑健が表紙イラストを担当。
読切作品の『MUDDY』（2006年版掲載）は『WJ』で、『エンバーミング』（2号共に掲載）・『Luck Stealer』（2005年版掲載）は『SQ.』で連載に昇格した。
- 週刊少年ジャンプ特別編集増刊 2005年11月1日増刊 ジャンプ the REVOLUTION!2005
- 週刊少年ジャンプ特別編集増刊 2006年11月1日増刊 ジャンプ the REVOLUTION!2006

ゴー!ゴー!ジャンプ
『MJ』との合同増刊号。2005年・2006年の12月発行。
『WJ』『MJ』の（現・旧）連載陣や新人の新作、特別編などを掲載した。
- 2006年1月26日号
- 2007年1月27日号

ジャンプVS -バーサス-
バトル漫画の読切を中心としたWJ増刊号。
2013年3月22日発売。定価400円（税込）。表紙は『NARUTO -ナルト-』と『トリコ』。
読切作品の『アイアンナイト』『ステルス交境曲』『ヨアケモノ』『改造人間ロギイ』は『WJ』連載に昇格した。
ジャンプLIVE（ジャンプライブ）
スマートフォン・タブレット端末向けのアプリケーション増刊号。
週刊少年ジャンプ0
WJ現連載作品のプロトタイプ読切を集めた増刊号。『プラス』内で2015年1月31日まで無料配信された。
- 週刊少年ジャンプ0赤号 - 2014年12月29日に7作品を配信。
- 週刊少年ジャンプ0青号 - 2015年1月12日に6作品を配信。

ジャンプ×（クロス）
少年ジャンプ+連載陣の出張版を多く盛り込んだWJ増刊号。
2016年12月31日発売。定価460円（税込）。表紙は『ブラッククローバー』と『エルドライブ【elDLIVE】』。
勉タメジャンプ
学習漫画雑誌。
2023年4月1日から発売。2023年に3回刊行。「勉タメ」は「エンタメしながら勉強すること、読んだら結構タメになること」という意味の造語。

## 増刊号出身の本誌現連載作品
2020年9月現在、増刊号に前身となる読切を掲載した本誌連載作品。
| 読切                     | 連載タイトル           | 作者等     | 掲載誌                 | 収録                         | 備考                                            |
| ------------------------ | ---------------------- | ---------- | ---------------------- | ---------------------------- | ----------------------------------------------- |
| ROMANCE DAWN             | ONE PIECE              | 尾田栄一郎 | Summer Special 1996年  | ONE PIECE RED                | 増刊掲載後、本誌読切を経て連載                  |
| 僕のヒーロー             | 僕のヒーローアカデミア | 堀越耕平   | 赤マル 2008 Winter     | 『逢魔ヶ刻動物園』5巻        | 掲載から6年と最も読切から連載されるの間があった |
| ブラック・クローバー     | ブラッククローバー     | 田畠裕基   | NEXT!! 2014 vol.2      | 『ブラッククローバー』16.5巻 | 初めて『NEXT!!』から連載に昇格した作品          |
| 東京都立呪術高等専門学校 | 呪術廻戦               | 芥見下々   | GIGA 2017 vol.1 - 4    | 『呪術廻戦』0巻              | 初めて『GIGA』から連載に昇格した作品            |
| 破壊神マグちゃん         | 破壊神マグちゃん       | 上木敬     | GIGA 2019 SUMMER vol.3 | －                           | 読切掲載時は木下敬次名義                        |